# Róża Biernacka
Róża Biernacka, z d. Jodłowska (ur. 28 lutego 1934, zm. 25 lipca 2021) – polska historyk sztuki, kierownik redakcji Polskiego Słownika Biograficznego.

## Życiorys
Z wykształcenia była historykiem sztuki. Od 1955 związana była z Pracownią Biograficzną działającą w ramach Instytutu Historii Polskiej Akademii Nauk. Przez wiele lat pracowała jako redaktor działu historia sztuki w Polskim Słowniku Biograficznym. w latach 1978–2003 była sekretarzem redakcji PSB, w latach 1994–2003 p.o. kierownika Zakładu PSB w ramach IH PAN.
Była autorką 80 biogramów w Polskim Słowniku Biograficznym.
W 2000 została odznaczona Krzyżem Kawalerskim Orderu Odrodzenia Polski.
Jej mężem był Andrzej Biernacki.